# Association internationale des autorités de sûreté nucléaire
L'Association internationale des autorités de sûreté nucléaire (INRA) (en anglais International Nuclear Regulators' Association), créée en janvier 1997, regroupe des autorités de sûreté nucléaire de plusieurs pays dans le monde, avec pour objectif d'influencer et de renforcer la sûreté nucléaire, la prospective réglementaire, parmi ses membres et à travers le monde.

## Membres
Les membres actuels sont :
- Allemagne : BMUB
- Canada : CCSN - Commission canadienne de sûreté nucléaire
- Corée du Sud : NSSC - Nuclear Safety and Security Commission
- Espagne : CSN - Conseil de sécurité nucléaire
- États-Unis : US NRC - Commission de régulation nucléaire
- France : ASNR - Autorité de sûreté nucléaire et de radioprotection
- Japon : NRA - Agence de sûreté nucléaire et industrielle
- Royaume-Uni : ONR - Office for Nuclear Regulation
- Suède : SSM - Autorité suédoise de sûreté radiologique.

### Sources
- (en) Cet article est partiellement ou en totalité issu de l’article de Wikipédia en anglais intitulé « International Nuclear Regulators' Association » (voir la liste des auteurs).